# Antonios Aziz Mina
Antonios Aziz Mina (Minya, 9 febbraio 1955) è un vescovo cattolico egiziano della Chiesa cattolica copta, dal 23 gennaio 2017 eparca emerito di Giza. Attualmente è canonico della basilica di Santa Maria Maggiore.

## Biografia
Antonios Aziz Mina è nato a Minya il 9 febbraio 1955.

### Formazione e ministero sacerdotale
Nel 1965 è entrato nel seminario minore di Tahta. Due anni dopo si è trasferito al seminario di Maadi e nel 1972 ha conseguito il diploma di maturità classica.
Ha studiato filosofia e teologia presso il seminario maggiore di Maadi dal 1972 al 1978.
Il 9 giugno 1978 è stato ordinato presbitero per l'eparchia di Minya. Ha prestato servizio pastorale in varie parrocchie. Nel 1984 è stato inviato a Roma per studi. Nel 1988 ha conseguito il dottorato in diritto canonico orientale presso il Pontificio istituto orientale. Tornato in patria è stato giudice eparchiale e professore di diritto canonico al seminario maggiore di Maadi. Ha anche proseguito il servizio pastorale.
L'8 giugno 1992 è entrato in servizio presso la Congregazione per le Chiese orientali. In seguito è divenuto capo ufficio dello stesso dicastero. È stato anche professore di diritto canonico orientale presso il Pontificio istituto orientale.
Il 22 gennaio 1996 è stato nominato cappellano di Sua Santità.

### Ministero episcopale
Il 19 dicembre 2002 il sinodo della Chiesa cattolica copta lo ha eletto vescovo di curia di Alessandria dei Copti. Il 21 dello stesso mese papa Giovanni Paolo II ha concesso il suo assenso all'elezione e gli ha assegnato la sede titolare di Mareotes. Ha ricevuto l'ordinazione episcopale il 13 febbraio successivo dal cardinale Stefano II Ghattas, patriarca di Alessandria dei Copti, co-consacranti l'eparca emerito di Minya Antonios Naguib, l'eparca di Sohag Morkos Hakim, il vescovo di curia Youhanna Golta, il vescovo ausiliare di Alessandria dei Copti Andraos Salama, l'eparca di Assiut Kyrillos Kamal William Samaan, l'eparca di Luxor Youhannes Ezzat Zakaria Badir, l'eparca di Ismailia Makarios Tewfik e l'eparca di Minya Ibrahim Isaac Sedrak (Sidrak).
Ha prestato servizio come visitatore patriarcale per i fedeli della Chiesa cattolica copta nella diaspora.
Il 27 dicembre 2005 il patriarca Stefano II Ghattas lo ha nominato eparca di Giza.
Il 23 gennaio 2017 papa Francesco ha accettato la sua rinuncia al governo pastorale dell'eparchia.
Nel febbraio del 2017 ha compiuto la visita ad limina.
Attualmente risiede a Roma e presta servizio come canonico e prefetto di sagrestia della basilica di Santa Maria Maggiore.

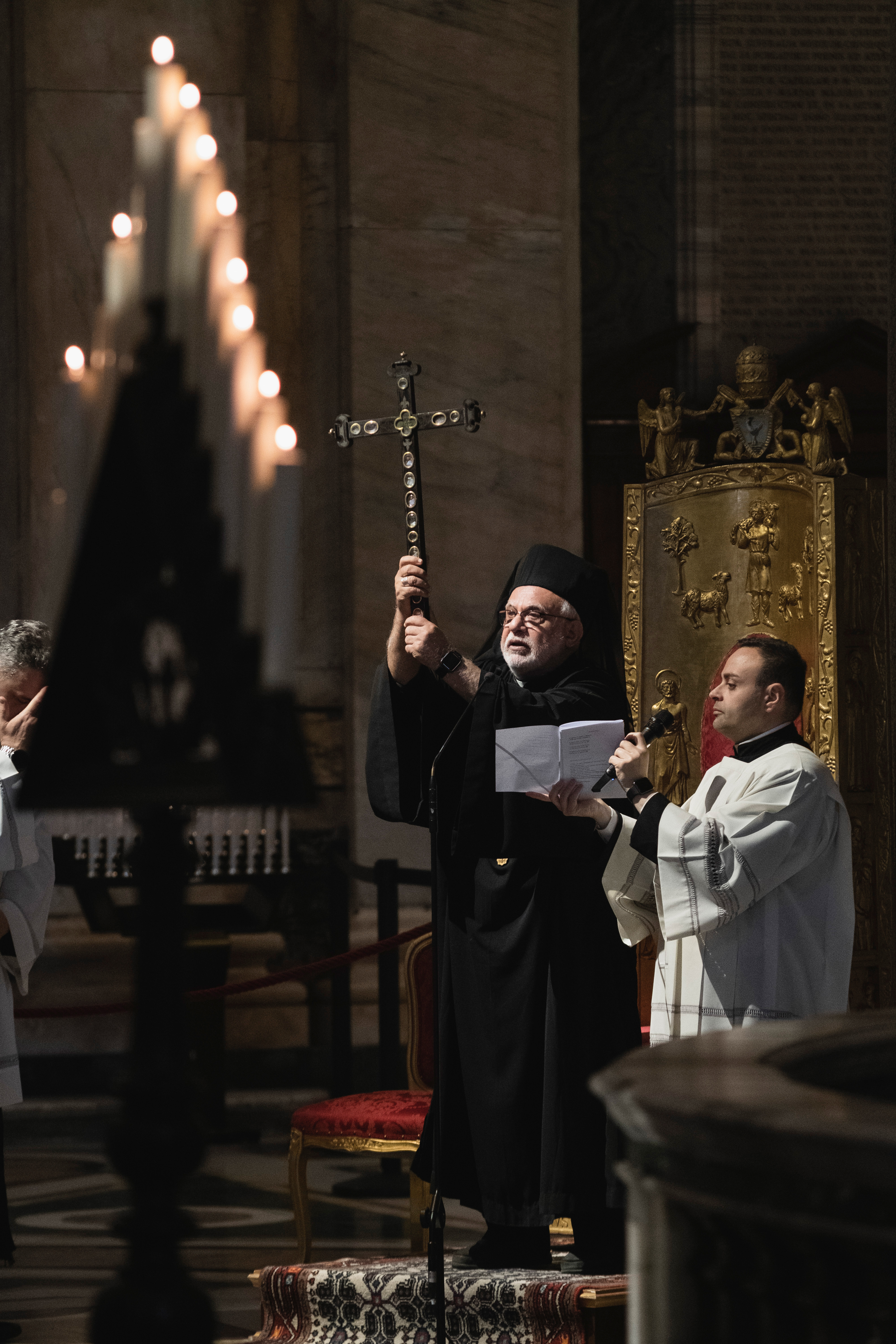
Mons. Antonios Aziz Mina benedice l'assemblea durante la via crucis nella basilica di Santa Maria Maggiore

Oltra all'arabo, conosce l'italiano, il francese, il tedesco e l'inglese.

## Genealogia episcopale
La genealogia episcopale è:
- Cardinale Scipione Rebiba
- Cardinale Giulio Antonio Santori
- Cardinale Girolamo Bernerio, O.P.
- Arcivescovo Galeazzo Sanvitale
- Cardinale Ludovico Ludovisi
- Cardinale Luigi Caetani
- Cardinale Ulderico Carpegna
- Cardinale Paluzzo Paluzzi Altieri degli Albertoni
- Papa Benedetto XIII
- Papa Benedetto XIV
- Papa Clemente XIII
- Cardinale Marcantonio Colonna
- Cardinale Giacinto Sigismondo Gerdil
- Cardinale Giulio Maria della Somaglia
- Cardinale Carlo Odescalchi, S.I.
- Cardinale Costantino Patrizi Naro
- Cardinale Lucido Maria Parocchi
- Cardinale Alfonso Maria Mistrangelo, Sch.P.
- Arcivescovo Andrea Cassulo
- Patriarca Marco II Khouzam
- Cardinale Stefano I Sidarouss, C.M.
- Cardinale Stefano II Ghattas, C.M.
- Vescovo Antonios Aziz Mina